# SuperKaramba
SuperKaramba es una herramienta que permite fácilmente crear elementos interactivos en un escritorio KDE. Actualmente sólo Linux está oficialmente soportado, aunque también funciona correctamente en FreeBSD y NetBSD. Sus competidores incluyen Konfabulator, gDesklets y Apple Dashboard. DesktopX, estando restringido a Windows no es un competidor directo.
Los programas interactivos están normalmente incrustados en el fondo del escritorio y no molestan en la vista normal del mismo. El uso de SuperKaramba no está limitado a KDE, pero se requieren ciertas bibliotecas de KDE. SuperKaramba se incluye en KDE 3.5.
SuperKaramba es sustituido por Plasma en KDE 4, aunque será posible usar los widgets de SuperKaramba en Plasma.

## ¿Cómo funciona?
Los autores usan ficheros de texto para crear temas que definen sus widgets. Además, está la opción de añadir un script en Python para hacer los widgets interactivos.

## Usos posibles
- Previsión meteorológica interactiva
- Control y aviso de reproducción de música con XMMS o Amarok
- Calendario y notas
- Relojes originales
- Monitor de sistema: CPU, red, discos no extraíbles
- Notificación de nuevos mensajes en los buzones
- Tablones de noticias y agregadores de RSS
- Barras de menú animadas
- Barras de herramientas personalizables

## Otros motores de widgets
- Yahoo! Widget Engine para Windows y Mac
- Samurize para Windows
- DesktopX para Windows
- Kapsules para Windows
- AveDesk para Windows
- Dashboard para Mac
- gDesklets para Linux
- Screenlets para Linux usando un compositor de ventanas
- Windows Sidebar para Windows Vista y XP.
- Plasma para KDE (Unix/Linux, Mac, Windows).